# Buna-Werke Schkopau
Pour les articles homonymes, voir Buna.

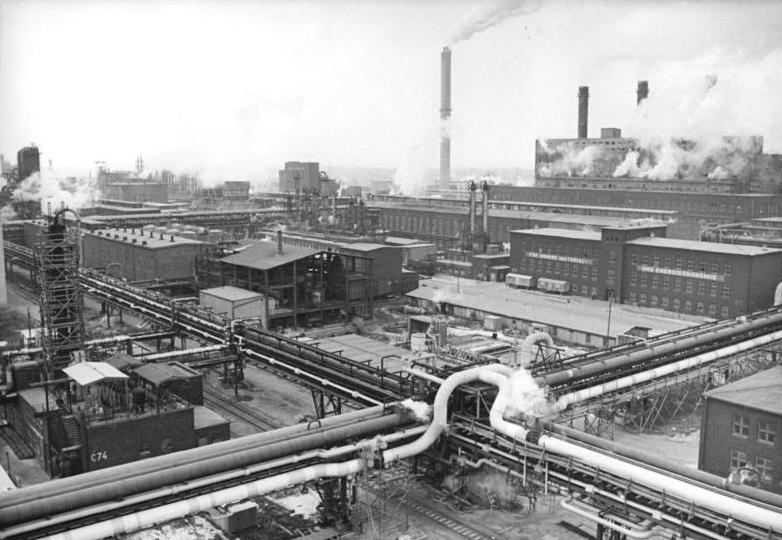
L'usine en 1980.

La Buna Werke GmbH Schkopau, plus tard le VEB Chemische Werke Buna, était une entreprise de l'industrie chimique allemande qui produisait notamment des matériaux synthétiques polymériques à partir d'acétylène, parmi eux le caoutchouc synthétique Buna. Le nom est dérivé comme mot-valise des initiales du butadiène, le monomère du caoutchouc synthétique, et du catalyseur sodium (en allemand : Natrium) qui sert à faciliter la polymérisation anionique.

## Histoire

Logo (1954-1990).

Pour éviter l'importation du caoutchouc naturel, la première usine pour la production du caoutchouc synthétique dans le monde a été construite à partir de 1936 près de Schkopau, situé entre Halle (Saale) et Mersebourg. La Buna Werke GmbH Schkopau était une filiale de la Ammoniakwerk Merseburg GmbH (plus tard connue comme « Leunawerke »), à son tour une filiale de la IG Farben.
La production du caoutchouc synthétique démarre en 1937. Les Buna Werke produisent aussi du PVC, trichloréthène, formaldéhyde, tétrahydrofurane, de l’acide acétique et de l'acétone. L'acétylène est produit à partir du carbure de calcium qui à son tour est fait dans des fours électriques à partir d'un mélange de coke et de chaux.
Une branche des Buna Werke est opérée pendant la Seconde Guerre mondiale dans le camp de concentration d'Auschwitz-Monowitz.
Les usines à Schkopau sont bombardées quatre fois entre juillet et décembre 1944 par l'United States Air Force. La production est interrompue temporairement, mais ne cesse que le 12 avril 1945. L'United States Army occupe les usines le 14 avril 1945 ; en juillet 1945, le contrôle passe à l'Armée rouge. Les actionnaires des Buna Werke ont été expropriés sans compensation, et la société devient la propriété de l'URSS comme « Sowjetische Aktiengesellschaft ». En 1954, elle est transférée à la RDA et devient un VEB, integré dans le combinat VEB Chemische Werke Buna.
En 1958, les usines de Schkopau deviennent le plus grand producteur de carbure de calcium au monde, mais les installations de production techniquement obsolètes entraînent une pollution environnementale extrême. De 1976 à 1980, une usine moderne de production de polychlorure de vinyle est construite avec l'aide de la Hoechst AG et la societé Uhde. Le chlore nécessaire était encore généré dans le procédé chlore-alcali utilisant du mercure. L'échappement de ce dernier matériau nécessite un assainissement profond du site pendant les années 1990.

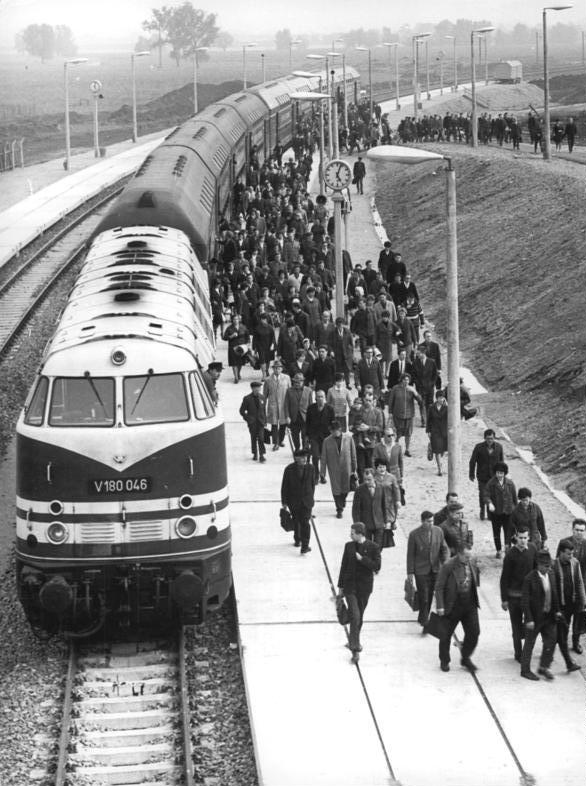
Un des premiers trains pour les ouvriers des usines chimiques dans la gare provisoire de Halle-Neustadt (1967).

Avec 18 000 employés, dont le plupart travaillent à Schkopau, le combinat de Buna était l'un des cinq plus grands combinats industriels de la RDA. L'accommodation des travailleurs et leurs familles est assurée par la construction de plusieurs nouveaux grands ensembles à partir d'éléments préfabriqués aux alentours de Halle (Saale) et Mersebourg, notamment Halle-Silberhöhe et la nouvelle ville de Halle-Neustadt qui sont reliées aux usines par des lignes ferroviaires.
Après le changement social et politique en 1989, les Buna Werke sont d'abord gérés par la Treuhandanstalt. En 1995, une grande partie des installations est acquise par Dow Chemical qui cependant n'embauche que quelques employés. La plupart des installations obsolètes est démoli et le terrain réhabilité. En 1997, le successeur légal de la Treuhandanstalt, la Bundesanstalt für vereinigungsbedingte Sonderaufgaben (BvS), facture à Dow Chemical des dépenses de 809 millions de Deutsche Mark pour la réhabilitation. Depuis 2004, l'usine de Schkopau fait partie de Dow Olefinverbund GmbH. Elle produit selon des technologies modernes sur une base pétrolière.